# Conophis morai
Conophis morai är en ormart som beskrevs av Perez-Higareda, Lopez-Luna och Smith 2002. Conophis morai ingår i släktet Conophis och familjen snokar. Inga underarter finns listade i Catalogue of Life.
Arten är bara känd från sydöstra sluttningen av Volcán San Martín i delstaten Veracruz i södra Mexiko. Exemplar hittades vid 1050 meter över havet. Området är täckt av regnskog.
Fyndplatsen ligger i en skyddszon. Conophis morai är däremot sällsynt. IUCN kategoriserar arten globalt som otillräckligt studerad.